# 石牆圖書與檔案館
石牆圖書與檔案館（Stonewall Library & Archives）是一座位於美國佛羅里達州羅德岱堡的私立圖書館，致力於收藏和女同性戀、男同性戀、雙性戀與跨性別者相關的歷史文獻或相關出版品。石牆圖書與檔案館有超過18,000件書籍、影片和DVD館藏對外開放閱覽，是美國東南部LGBT文物收藏量最大的圖書館。

## 歷史
石牆圖書與檔案館成立於1973年，由位於佛羅里達州的石牆委員會所推動設立。首任館長是馬克·西爾伯（Mark N. Silber）。成立初期，圖書館僅開放給特定許可團體參觀，直到1985年5月25日才向外界開放。之後圖書館和博卡拉頓南方男同性戀檔案館（Boca Raton-based Southern Gay Archives）合併，並組成「石牆圖書與檔案館公司」負責管理。2001年，圖書館址遷往安德魯斯大街1717號的南佛羅里達男女同性戀社區中心。
然而，由於社區中心即將拆毀，因此圖書館必須另覓館址。館方在布勞沃德縣羅德岱堡找到由布勞沃德縣立圖書館分館提供場地。2007年6月10日，布勞沃德縣以9-0表決通過允許石牆圖書與檔案館設址於該縣的羅德岱堡市。新館於2009年2月開放。
2007年7月10日，羅德岱堡市以3-2投票允許石牆圖書與檔案館長期租用一棟市政府所擁有的建築。但在表決前，市長吉姆·諾格爾公開指責圖書館收藏有色情資訊。圖書館執行主任傑克·拉特蘭（Jack Rutland）指出，市長所指的那三件收藏都屬於圖書館7,000件非流通藏品之一，收藏僅供保存與研究之用。當地同志社群為此風波和諾格爾發生多起爭執，諾格爾並多次發表反同性戀聲明。

## 外部連結
- 石牆圖書與檔案館官方網站 （页面存档备份，存于）（英文）

26°09′01″N 80°08′45″W / 26.150286°N 80.145822°W